# Apurablók
Az Apurablók (eredeti cím: Dadnapped) egy 2009-es  amerikai egész estés film a Disney Channel eredeti produkciójában, Emily Osment és David Henrie főszereplésével. Rendezte Paul Hoen, írta Alan Silberberg.
Amerikában 2009. február 16-án mutatták be, amely 4,6 millió nézőt ültetett le a képernyők elé. Magyarországon a Disney csatorna és az M2 adta le.

## Szereplők
| Szereplő          | Színész                | Magyar hang                            |
| ----------------- | ---------------------- | -------------------------------------- |
| Melissa Morris    | Emily Osment           | Bogdányi Titanilla                     |
| Wheeze            | David Henrie           | Gacsal Ádám                            |
| Merv Kilbo        | Jason Earles           | Minárovits Péter                       |
| Trip Zoome        | Jonathan Keltz         | Moser Károly                           |
| Andre             | Moises Arias           | Penke Soma                             |
| Sheldon           | Denzel Whitaker        | Szvetlov Balázs                        |
| Skunk             | Charles Halford        | Varga Rókus                            |
| Maurice Legarche  | Phill Lewis            | Maday Gábor                            |
| Neal Morris       | George Newbern         | Galbenisz Tomasz                       |
| Bobby-O           | Trevor Snarr           | Vári Attila                            |
| Suzie             | Kenda Benward          | Ősi Ildikó                             |
| Pizzafutár        | Bryson Kuan            | Előd Botond                            |
| Rendőr            | Joey Miyashima         | Szokol Péter                           |
| Jeff Zimmer       | Andrew Jay Rindlisbach | Ungvári Gergely                        |
| Rudolpho          | Stan Ellsworth         | Vass Gábor                             |
| További szereplők | –                      | Baráth István Berkes Bence Imre István |

## Premierek
| Ország                    | Dátum             |
| ------------------------- | ----------------- |
| Amerikai Egyesült Államok | 2009. február 16. |
| Portugália                | 2009. március 14. |
| Franciaország             | 2009. április 8.  |
| Németország               | 2009. május 21.   |
| Japán                     | 2009. június 15.  |
| Hollandia                 | 2009. október 16. |
| Románia                   | 2010. január 2.   |